# Ido Abram

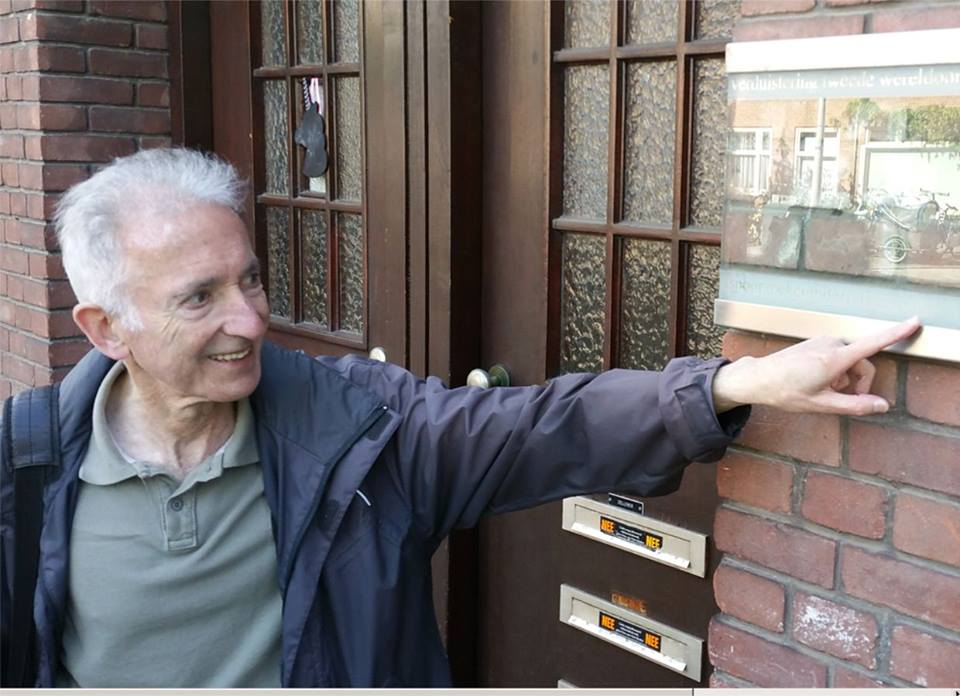
Ido Abram tijdens het project Spoorzoeken in de Rivierenbuurt (2010)

Isidoor Bert Hans (Ido) Abram (Batavia, 20 februari 1940 – Amsterdam, 14 januari 2019) was een Nederlands wiskundige, adviseur, bijzonder hoogleraar holocausteducatie aan de Universiteit van Amsterdam en directeur van de Stichting Leren.

## Loopbaan
Hij studeerde wiskunde en filosofie aan de Universiteit van Amsterdam. Hij deed onderzoek, publiceerde, gaf lezingen, workshops en adviezen, initieerde projecten en ontwierp educatieve programma’s. Vier thema’s hadden zijn speciale belangstelling: leerprocessen, joodse identiteit, 'opvoeding na Auschwitz' en intercultureel leren.
Van 1990 tot en met 1997 was hij bijzonder hoogleraar holocausteducatie aan de Universiteit van Amsterdam. Sinds 1996 was hij directeur van de Stichting Leren.
Hij publiceerde over onder meer Joden in Nederlands-Indië aan de hand van de belevenissen van zijn vader Isidoor Abram (1900-1986). Abram promoveerde bij A.D. de Groot op het proefschrift Joodse traditie als permanent leren en had verschillende boektitels op zijn naam staan. De laatste was ’80 plus Joden’, een boek dat in 2017 uitkwam. In het foto- en interviewboek wordt aandacht besteed aan Joodse Nederlanders die de tachtig gepasseerd zijn.
Abram overleed op 78-jarige leeftijd.

## Publicaties, een selectie
- Ido Abram (red.) Handleiding interculturele museale leerroutes. Amsterdam : Nederlandse Museumvereniging, 2000
- Ido Abram, Jenny Wesly en Frans van der Heijden (red), Elkaar leren kennen= leren van elkaar : eigen identiteit en interculturele dialoog . Utrecht : Forum, 2006.
- Ido Abram. "Stemmen van herinnering uit Beth Shalom," in NRC Handelsblad. 3 mei 2017